# 书道站
書道站（：／ Seodo yeok */?）是位于韩国全北特別自治道南原市巳梅面的一个车站，属于全罗线。

## 历史
- 1934年10月1日 - 落成使用。

## 相鄰車站
韓國鐵道公社
全羅線
獒樹－書道－山城